# Secolul al X-lea î.Hr.
(Secolul al XI-lea î.Hr. - Secolul al X-lea î.Hr. - Secolul al IX-lea î.Hr. - Secolul al VIII-lea î.Hr. - Secolul al VII-lea î.Hr. - alte secole)

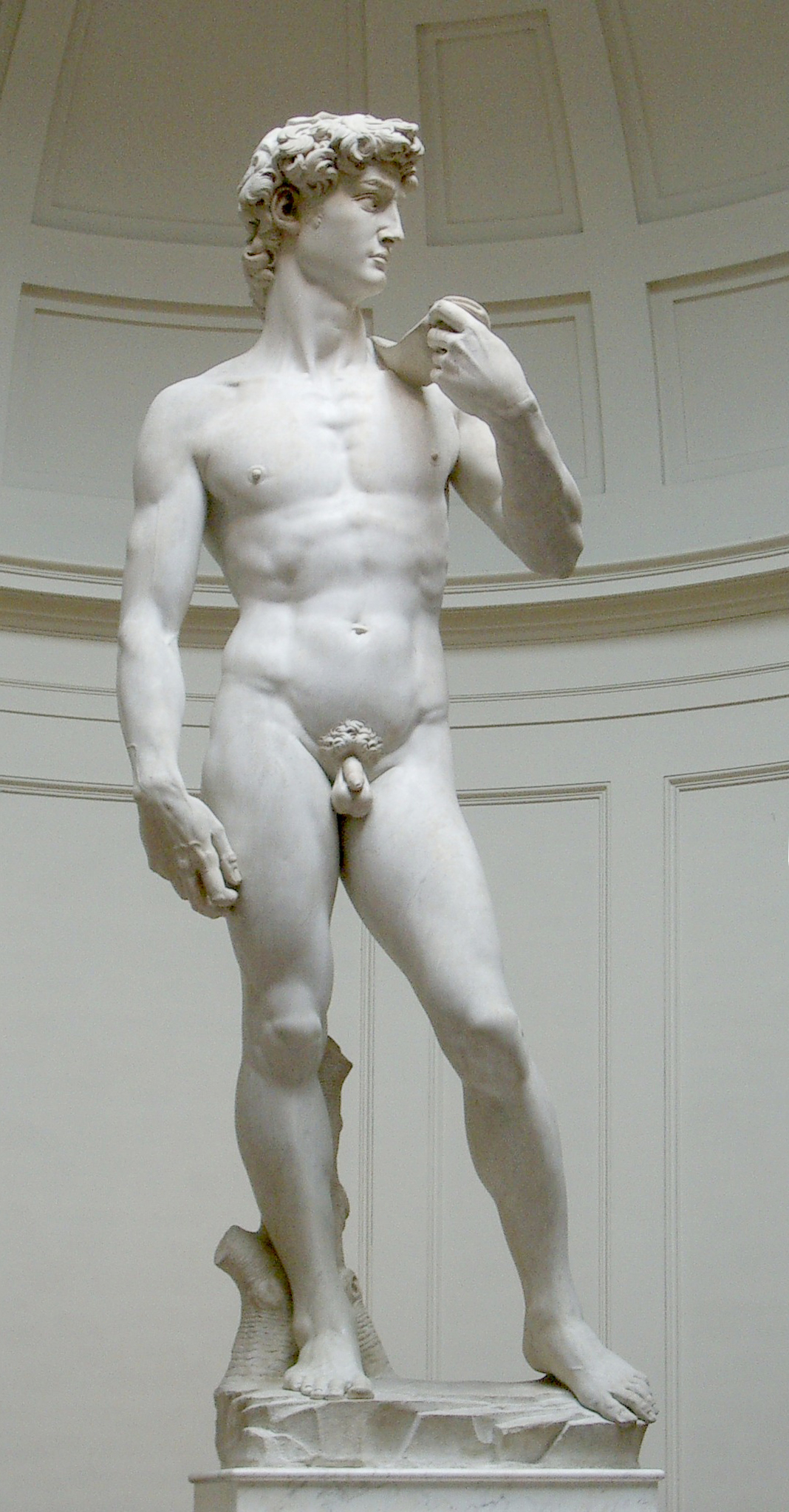
David -personalitatea secolului

În acest secol a urmat sfârșitul epocii bronzului în Orientul Apropiat și începe epoca timpurie a fierului. Grecia se află sub Evul Întunecat, început din 1200 î.Hr. Imperiul Neoasirian este stabilit spre sfârșitul secolului. În epoca fierului din  India, perioada vedică se află în curs de desfășurare. În China, dinastia Zhou era la putere. Epoca bronzului european este în curs de desfășurare (Cultura câmpurilor de urne). Pentru Japonia începea perioada Jomon.

## Evenimente

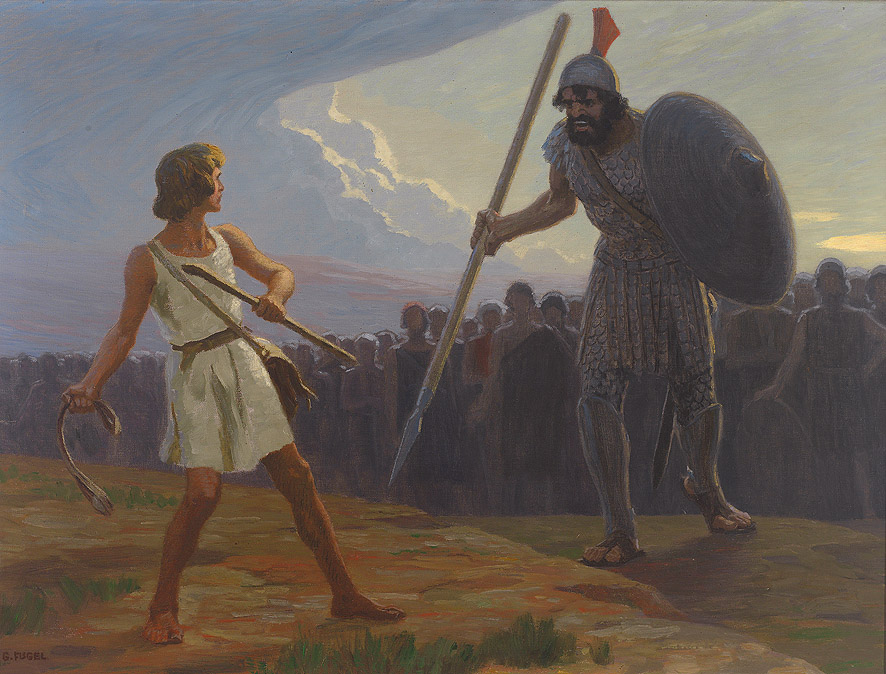

- 1000 î.Hr. : India - Epoca de fier din India. Trei regate: Panchala, Kuru (menționată în Mahabharata), Kosala, videha.
- 993 BC: Amenemope îl succede pe Psusennes I ca rege al Egiptului.
- 993 BC: Arhip, Archon din Atena, moare după o domnie de 19 ani și este succedat de fiul său Thersippus.
- 984 BC: Osorkon cel Bătrân îl succede pe Amenemope ca rege al Egiptului.
- 982 BC: Sfârșitul primei perioade (1197 î.en - 982 î.Hr.) în China.
- 978 BC: Siamun îl succede pe Osorkon cel Bătrân ca rege al Egiptului.
- 967 BC: Solomon devine rege al Israelului.
- 967 BC: Tiglath-Pileser al II-lea devine rege al Asiriei.
- 965 BC: David, regele Israelului, a murit.
- 962 BC: Solomon devine rege al Israelului, după moartea tatălui său, Regele David .
- 959 BC: Psusennes II îl succede pe Siamun ca rege al Egiptului.
- 957 BC: Solomon finalizează lucrările de construcție a primului Templu din Ierusalim .
- 952 BC: Thersippus, regele din Atena, moare după o domnie de 41 de ani și este succedat de fiul său Phorbas.
- 947 BC: Moartea regelui Mo de Zhou, rege al dinastiei Zhou de China.
- 946 BC: Regele Zhou Gong devine rege al dinastiei Zhou de China .
- 945 BC: Egipt: Psusennes III moare, ultimul rege al dinastiei XXI-a. Shoshenq I îl succede pe fondatorul dinastiei XXII-a.
- 935 BC: Moartea regelui Gong de Zhou, rege al dinastiei Zhou de China.
- 935 BC: Moartea lui Tiglath-Pileser al II-lea, regele Asiriei.
- 934 BC: Regele Zhou Yi a devine rege al dinastiei Zhou de China.
- 925 BC: Solomon, regele Israelului, a murit.
- C. 925 BC: Împărțirea Israelului în regatele lui Iuda și Israel.
- 924 BC: Osorkon îl succede pe tatăl său Shoshenq I ca rege al Egiptului.
- 922 BC: Phorbas, Archon de Atena, moare după o domnie de 30 de ani și este succedat de fiul său Megacles.
- 912 BC: Adad-nirari al II-lea îi succede pe tatăl său Ashur, Dan al II-lea ca rege al Asiriei.
- 911 BC: Abia, regele lui Iuda, moare.
- 910 BC: Moartea regelui Yi de Zhou, rege al dinastiei Zhou de China.
- 909 BC: Xiao Zhou devine rege al dinastiei Zhou de China.
- 909 BC: Ieroboam, primul rege din regatul Israel, moare și este succedat de fiul său Nadab .
- 900S BC: India - Yajnavalkya scrie Brahmana Shatapatha, în care descrie mișcările de soare și de lună.
- C. 900 î.Hr. : cultura Villanovan apare în nordul Italiei.
- 900 BC: Regatul Kush.
- Regatul din Etiopia este fondat de către Menelik I, fiul lui Solomon și regina din Saba. (Conform legendei)

## Oameni importanți
- Saul
- David
- Solomon
- Zoroastru

## Invenții, descoperiri
- 1000:
  - China: monedele
  - Asiria: lentila[1]
  - Coreea: încălzirea centrală[2]
  - apare calul în Grecia
  - începe construcția Heraionului din Olimpia (din lemn)
  - utilizarea săpunului în Siria
- China: cultura meiului, orezului și orzului
- 950 - 500:
  - civilizația ilirică de tip Hallstatt: prima Epocă a Fierului în Europa
  - În Europa de nord-vest ne aflăm în perioada mijlocie a Epocii Bronzului

## Decenii
| Anii 990 î.Hr. | Anii 980 î.Hr. | Anii 970 î.Hr. | Anii 960 î.Hr. | Anii 950 î.Hr. | Anii 940 î.Hr. | Anii 930 î.Hr. | Anii 920 î.Hr. | Anii 910 î.Hr. | Anii 900 î.Hr. |